# Nerav
Nerav (macedónul: Нерав) település Észak-Macedóniában, a Északkeleti körzetben, Kriva Palanka községben.

## Népesség
| Lakosok száma | 814  | 875  | 710  | 697  | 366  | 236  | 204  | 175  | 121  |
|               | 1948 | 1953 | 1961 | 1971 | 1981 | 1991 | 1994 | 2002 | 2021 |

- 2002-ben 175 lakosa volt, akik mindannyian macedónok.